# Causas do abuso infantil clerical
O debate sobre as causas do abuso infantil clerical é um aspecto importante da literatura acadêmica que envolve casos de abuso sexual na Igreja Católica.

## Relativismo moral
Em 2010, o Papa Bento XVI publicou uma carta (em alemão e, depois, traduzida para o inglês) na qual apresentou uma perspectiva unificada sobre diversas questões que, em conjunto, ele acredita terem contribuído para o escândalo do abuso sexual.

## Treinamento/Admissões no seminário
O próprio clero sugeriu que a formação no seminário ofereceu pouco para prepará-los para uma vida inteira de sexualidade celibatária.
Um relatório submetido à Assembleia Geral do Sínodo dos Bispos em Roma em 1971, intitulado O Papel da Igreja na Causa, Tratamento e Prevenção da Crise no Clero, pelo Dr. Conrad Baars, um psiquiatra católico romano, e baseado em um estudo com 1.500 padres, sugeriu que alguns membros do clero apresentavam problemas psicosexuais.
Embora o relatório sugerisse que fosse necessária uma ação corretiva imediata – apresentando dez recomendações –, nenhuma implementação das recomendações detalhadas foi realizada. Um dos mais ativos no Sínodo na época foi o Cardeal Wojtyła, que em 16 de outubro de 1978 foi eleito Papa João Paulo II.[carece de fontes?]

## Impacto da psicologia das décadas anteriores
Alguns bispos e psiquiatras afirmaram que a prática de retornar padres pedófilos para suas posições no clero pode ter se devido às teorias psicológicas predominantes da época, que sugeriam que as pessoas poderiam ser curadas de tal comportamento através de aconselhamento.
Thomas G. Plante da Universidade Stanford e da Universidade Santa Clara escreveu: "Quase todos os casos que vêm à tona hoje são casos de 30 e 40 anos atrás. Naquela época, não sabíamos muito sobre pedofilia e abuso sexual em geral. De fato, a grande maioria das pesquisas sobre abuso sexual de menores só surgiu no início dos anos 1980. Assim, parecia razoável, na época, tratar esses homens e depois devolvê-los aos seus deveres sacerdotais. Em retrospecto, isso foi um erro trágico."
Robert S. Bennett, o advogado de Washington que liderou o comitê de pesquisa do Conselho Nacional de Revisão, apontou "fé excessiva em psiquiatras" como um dos principais problemas relacionados aos casos de abuso sexual na Igreja Católica.
Cerca de 40 por cento dos padres abusadores haviam recebido aconselhamento antes de serem realocados.
Um relatório realizado como parte da Comissão Real sobre as Respostas Institucionais ao Abuso Sexual Infantil do governo australiano constatou que "os casos mais notórios de abuso sexual na igreja australiana ocorreram em ambientes institucionais nas décadas de 1940 a 1960, por homens (e, às vezes, mulheres) que foram rigorosamente treinados na moral estrita e na piedade rigorosa da igreja pré-Vaticano II," observando que "as fileiras dos abusadores atravessam as linhas de conservadores e liberais, com ambos os lados tendo sua cota de clero abusador."

## Teoria da oferta e da demanda
Foi argumentado que a escassez de padres na América do Norte, Europa, Austrália e Nova Zelândia fez com que a hierarquia católica romana agisse de forma a preservar o número de clero e garantir que houvesse elementos suficientes para servir a congregação, apesar de sérias alegações de que esses padres eram inadequados para o serviço.

## Pedofilia e efebofilia
Addição e Compulsividade Sexual: O Jornal de Tratamento e Prevenção (Cimbolic & Cartor, 2006) observou que, devido à grande proporção de menores do sexo masculino pós-puberdade entre as vítimas clericais, há necessidade de estudar mais a fundo as variáveis diferenciais relacionadas a agressores efebófilos versus pedófilos.
Cartor, Cimbolic & Tallon (2008) constataram que 6 por cento dos agressores clericais no Relatório John Jay são pedófilos; 32 por cento, efebófilos; 15 por cento, apenas com vítimas de 11 e 12 anos (tanto masculinas quanto femininas); 20 por cento indiscriminados, e 27 por cento levemente indiscriminados.
Eles também encontraram diferenças distintas entre os grupos de pedófilos e efebófilos. Relataram que pode existir "outro grupo de agressores que seja mais indiscriminado na escolha das vítimas e represente uma categoria de agressores mais heterogênea, mas ainda assim distinta" e sugeriram pesquisas adicionais para determinar "variáveis específicas que sejam únicas para esse grupo e possam diferenciar esses agressores dos agressores pedófilos e efebófilos", a fim de melhorar a identificação e o tratamento tanto dos agressores quanto das vítimas.

## Padres gays e homossexualidade
A Congregação para a Educação Católica de Roma emitiu um documento oficial, a Instrução sobre os Critérios para o Discernimento das Vocação em relação às Pessoas com Tendências Homossexuais no que diz respeito à sua Admissão ao Seminário e às Ordens Sagradas (2005). O documento atraiu críticas com base na interpretação de que implica que a homossexualidade está associada à pedofilia e à efebofilia.
Em uma declaração, lida pelo Arcebispo Silvano Maria Tomasi em 2009, a Santa Sé afirmou que a maioria dos membros do clero católico que cometeram atos de abuso sexual contra menores de 18 anos não deveriam ser considerados pedófilos, mas sim homossexuais.
A declaração disse que, em vez de pedofilia, "seria mais correto falar em efebofilia, entendida como uma atração homossexual por homens adolescentes."
A medida irritou muitas organizações de direitos dos gays e grupos de vítimas de abuso sexual, que alegaram ser uma tentativa do Vaticano de redefinir os problemas passados da Igreja com a pedofilia como problemas de homossexualidade.
De acordo com o Relatório John Jay, 80,9% das supostas vítimas de abuso nos Estados Unidos eram do sexo masculino.
Esse fato levou William Donohue da Liga Católica a opinar: "A sabedoria convencional sustenta que existe uma crise de pedofilia na Igreja Católica; eu afirmo que, na verdade, sempre foi uma crise de homossexualidade."
Margaret Smith, criminologista do John Jay College que trabalhou no relatório, apontou que é "uma conclusão não justificada" afirmar que a maioria dos padres que abusaram de vítimas masculinas é gay. Embora "a maioria dos atos abusivos tenha sido de natureza homossexual ... a participação em atos homossexuais não é o mesmo que a identidade sexual como homem gay." Ela acrescentou que "a ideia de identidade sexual [deve] ser separada do problema do abuso sexual. ... Atualmente, não encontramos uma conexão entre a identidade homossexual e a probabilidade aumentada de abuso subsequente com base nos dados que temos no momento."
Todas as vítimas no Relatório John Jay eram menores de idade, sendo a "grande maioria" com 13 anos ou menos, consideradas pré-púberes pela Associação Americana de Psiquiatria.
Pesquisas sobre pedofilia em geral mostram que a maioria dos agressores se identifica como heterossexual.
Adicionalmente, o relatório John Jay observou que "o abuso diminuiu à medida que mais padres gays passaram a servir na igreja."
Outro pesquisador, Louis Schlesinger, argumentou que o principal problema era a pedofilia ou a efebofilia, e não a orientação sexual, afirmando que alguns homens casados com mulheres adultas são atraídos por adolescentes do sexo masculino.
Karen Terry, uma segunda pesquisadora, entretanto, enfatiza a importância de separar identidade sexual e comportamento. "Alguém pode cometer atos sexuais que possam ter uma natureza homossexual, mas não ter uma identidade homossexual", diz Terry. Terry afirmou que fatores como o maior acesso a meninos são uma das razões para a proporção distorcida. Smith também levantou a analogia de populações carcerárias, onde o comportamento homossexual é comum, mesmo que os presos não sejam necessariamente homossexuais, ou de culturas onde os homens são rigidamente segregados das mulheres até a idade adulta, e onde a atividade homossexual é aceita e depois cessa após o casamento.
Analisando uma série de estudos, Gregory M. Herek, professor de psicologia na Universidade da Califórnia em Davis, concluiu: "A pesquisa empírica não demonstra que homens gays ou bissexuais tenham mais probabilidade do que homens heterossexuais de abusar de crianças. Isso não significa argumentar que homens homossexuais e bissexuais nunca abusam de crianças. Mas não há base científica para afirmar que eles são mais propensos do que homens heterossexuais a fazê-lo. ... Muitos molestadores de crianças não podem ser caracterizados como tendo uma orientação sexual adulta; eles estão fixados em crianças."
Em entrevista à CNN, James Cantor, Editor-Chefe de Abuso Sexual: Um Jornal de Pesquisa e Tratamento, afirmou: "Está bastante comprovado na literatura científica que não há absolutamente nenhuma associação entre ser um homem gay e ser pedófilo."
A pesquisadora australiana Virginia Miller contesta essas conclusões. Segundo Miller, as estatísticas fornecidas no relatório do Inquérito John Jay não sustentam a hipótese de abuso situacional, sendo que a maioria das vítimas foi encontrada primeiramente na comunidade geral da Igreja. Além disso, Miller argumenta que "mesmo que as únicas oportunidades disponíveis fossem para abusar de meninos, isso não demonstraria que não existe uma orientação sexual voltada para meninos."

## Celibato clerical
A tradição católica romana nos últimos 1.000 anos, embora não antes, determina que somente homens não casados podem ser ordenados para o sacerdócio católico, uma prática conhecida como celibato clerical.
No linguajar moderno, o celibato passou a ser associado à prática muito específica de abster-se da sexualidade. De acordo com os ensinamentos atuais da Igreja, espera-se que o clero observe ambas as práticas. Exceções a essa regra são, às vezes, feitas em casos muito específicos, como no de convertidos casados.
Um artigo de 2005 no Western People, um jornal conservador irlandês, propôs que o próprio celibato contribuiu para o problema do abuso. Há a sugestão de que a instituição do celibato criou um status "moralmente superior" que é facilmente mal aplicado por padres abusadores. Segundo o jornal, "a perspectiva de recuperação da Igreja Irlandesa é zero enquanto os bispos continuarem a seguir cegamente a linha do Vaticano do Papa Bento XVI de que um sacerdócio masculino celibatário é moralmente superior a outras seções da sociedade."
Christoph Schönborn e Hans Küng também afirmaram que o celibato sacerdotal poderia ser uma das causas dos escândalos de abuso sexual na Igreja Católica.
A maior parte das informações disponíveis envolve adolescentes do sexo masculino com 11 anos ou mais, que é o grupo etário mais frequentemente abusado. Foi afirmado que, para alguns padres, o desenvolvimento de seus sentimentos sexuais deixou de mudar quando entraram no celibato, fazendo com que atuassem como se fossem adolescentes.
Um painel de inquérito público australiano, em 2015, afirmou que o fato de os padres serem celibatários pode ter contribuído para o abuso.
A testemunha especialista na Comissão Real, Dra. Carolyn Quadrio, afirmou na época que não acreditava que o celibato impulsionasse o abuso infantil, mas sim que homens que veem crianças como objetos sexuais são atraídos para o sacerdócio como profissão.

### Defesa do celibato obrigatório
Os defensores do celibato afirmam que padres católicos romanos que sofrem tentações sexuais não tendem a recorrer imediatamente a um adolescente, simplesmente porque a disciplina da Igreja não permite que o clero se case. Assim, os defensores do celibato clerical sugerem que há algum outro fator em ação. [carece de fontes?]
Nos Ritos Orientais da Igreja Católica, homens casados podem tornar-se padres. Como o celibato sacerdotal é uma disciplina e não uma doutrina da Igreja, a disciplina do celibato no Rito Latino pode ser revogada no futuro, embora isso seja atualmente improvável. No Rito Latino, atualmente, somente uma dispensa do Vaticano pode permitir que membros do clero se casem, e tais ocasiões são raras.[carece de fontes?]
A reintrodução de um diaconato permanente significa que homens casados podem tornar-se diáconos no rito ocidental, mas não padres.

### Revelações de sexo heterossexual generalizado entre o clero
Em 19 de fevereiro de 2019, o Vaticano reconheceu que alguns membros do clero mantiveram seu estado clerical após violarem seu voto de celibato e se envolverem em sexo heterossexual.
Alguns desses membros do clero também haviam gerado filhos.
Ao longo da história, o Vaticano também adotou regras para proteger esses membros do clero.

## Cultura masculina da igreja
A acadêmica italiana Lucetta Scaraffia escreveu em L'Osservatore Romano que uma maior presença de mulheres no Vaticano poderia ter prevenido a ocorrência de abuso sexual clerical; contudo, devido à natureza dos valores religiosos, a influência das mulheres é limitada, sendo esta apenas uma hipótese.